# 安德伍德鎮區 (明尼蘇達州雷德伍德縣)
安德伍德鎮區（英語：Underwood Township）是位於美國明尼蘇達州雷德伍德縣的一個行政鎮區，於1876年設立。

## 地方資料
安德伍德鎮區的面積為90.93平方千米，當中陸地面積為90.82平方千米，而水域面積為0.11平方千米。根據2020年美國人口普查的數據，當地共有人口161人，而人口密度為每平方千米1.77人。